# Tipula (Microtipula) plaumannina
Tipula (Microtipula) plaumannina is een tweevleugelige uit de familie langpootmuggen (Tipulidae). De soort komt voor in het Neotropisch gebied.